# Alliteration
Die Alliteration (von lateinisch ad ‚zu‘ und litera/littera ‚Buchstabe‘) ist eine literarische Stilfigur oder ein rhetorisches Schmuckelement, bei der die betonten Stammsilben benachbarter Wörter (oder Bestandteile von Zusammensetzungen) den gleichen Anfangslaut (Anlaut) besitzen. Eine Sonderform der Alliteration ist das Tautogramm, bei dem jedes Wort mit demselben Buchstaben beginnt.
In phonetisch geschriebenen Sprachen, in denen ein Laut nur eine Schreibweise hat, stimmen dann auch die ersten Buchstaben überein (z. B. „frank und frei“ oder „Mann und Maus“), wie es die Übersetzung aus dem Lateinischen suggeriert. Da das deutsche Schriftsystem jedoch kein rein phonetisches ist, werden die identischen Anlaute in Alliterationen oft nicht mit dem gleichen Buchstaben verschriftlicht. Umgekehrt handelt es sich nicht automatisch um eine Alliteration, wenn die betonten Silben in Wortgefügen mit dem gleichen Anfangsbuchstaben geschrieben werden. Bei „schön und sauber“ handelt es sich zum Beispiel um keine Alliteration, da hier der Buchstabe „s“ verschiedene Laute darstellt. In „schön“ ist das „s“ Teil des Graphems <sch>, welches ein [⁠ʃ⁠] repräsentiert, während das „s“ in „sauber“ ein [⁠z⁠] darstellt. Beispiele für Alliterationen, in denen die Stammsilbenanlaute mit unterschiedlichen Buchstaben dargestellt werden, wären „Der frühe Vogel fängt…“ [deɐˈfʁy:əˈfoːglˈfɛŋt].
Wo regelhafte Alliterationen dem Bau von Versen zugrunde liegen, spricht man von alliterativen Versen oder Stabreim bzw. Alliterationsvers. Der Stabreim ist somit ein Sonderfall der Alliteration. Historisch gesehen tritt die Alliteration jedoch vor allem in freier Form auf. Verwandte Klangfiguren sind das Homoioteleuton (gleiche Wortenden) und die Assonanz (gleiche Binnenvokale).
Die Alliteration kann die Zusammengehörigkeit miteinander verknüpfter Ausdrücke unterstreichen. Sie bewirkt außerdem eine bessere Einprägsamkeit, weshalb sie häufig in Werbetexten (z. B. „Spiel, Spaß und Spannung“ oder „Milch macht müde Männer munter“) und in pointierten Wendungen (z. B. „Land und Leute“ oder veni vidi vici) – auch in poetischen/literarischen Texten („Röslein, Röslein, Röslein rot“) – verwendet wird. Zudem strukturiert die Alliteration als Klangfigur den Text auf der phonologischen und musikalischen Ebene.

## Literarische Alliteration
Alliterationen waren und sind in Dichtung und Rhetorik vieler Sprachen weit verbreitet. Heraklit drückte einen wesentlichen Gedanken seiner Philosophie so aus: Πόλεμος πάντων μὲν πατήρ ἐστι Polemos panton men pater esti, deutsch ‚Der Krieg [kann auch im Sinne von Streit verstanden werden] ist der Vater aller Dinge‘.
Auch die Römer hatten eine Vorliebe für Alliterationen. In der altlateinischen Dichtung wurde sie oft angewendet; Ennius charakterisierte auf diese Weise das Schmettern der Trompete: at tuba terribili sonitu taratantara dixit. ‚Doch taratantara tönte mit furchtbarem Ton die Trompete.‘ Cato war bekannt dafür, dass er jede Ansprache im Senat mit Ceterum censeo Carthaginem esse delendam ‚Im Übrigen bin ich der Meinung, dass Karthago zerstört werden muss‘, beendete. Ein anderes berühmtes Beispiel ist Caesars Veni, vidi, vici ‚Ich kam, ich sah, ich siegte‘, welches ebenso ein Asyndeton darstellt.
In der germanischen Versform des Stabreims wurde die Alliteration zu einem strengen Prinzip entwickelt. Sowohl die nordische Edda als auch das altenglische Beowulf-Gedicht sind in alliterativen Metren abgefasst. Der früheste Beleg eines germanischen alliterierenden Stabreims ist eine Aufschrift auf einem Goldhorn von Gallehus: ek hlewagastiz holtijaz horna tawido ‚Ich, Hlewagastiz, zu Holt gehörig, machte das Horn‘.
In der Neuzeit ist wohl das finnische Kalevala, das um der Alliteration willen teilweise sogar sinnlose Wörter verwendet, am reichsten an Alliterationen. Auch sonst gibt es in der finnischen Dichtung und Rhetorik eine starke Tradition von Alliterationen.
Im Deutschen finden sich literarische Alliterationen bis in die Gegenwart ebenfalls sehr häufig, besonders in den germanisierenden Versuchen der zweiten Hälfte des 19. Jahrhunderts (Wilhelm Jordan: „Da wallen und wogen die Wipfel des Waldes“; Richard Wagner: „Weia! Waga! Woge, du Welle, walle zur Wiege! Wagala weia! / Wallala weiala weia!“). Die in heutiger Rezeption oft als unfreiwillig komisch empfundene Verwendung solcher Erscheinungen, die an die Stelle der einst beabsichtigten Steigerung eines nicht mehr zeitgemäßen Pathos tritt, wird in jüngerer Zeit ersetzt durch den Einsatz der Alliteration zur Verstärkung „freiwilliger Komik“. Beispielsweise beginnen im G-Sketch von Heinz Erhardt alle Wörter mit dem Buchstaben G. Der Sketch wirkt improvisiert, ist aber inklusive der scheinbaren Nachdenkpausen vollständig durchgeplant.

## Nichtliterarische Alliteration
Auch in der Alltagsrhetorik kommen Alliterationen häufig bei der Bildung von phraseologischen Zwillingsformeln vor (z. B. frank und frei, gang und gäbe, klipp und klar).
Im Boulevardjournalismus, aber auch in Schlagzeilen anderer Medienbereiche, bedient man sich der Alliteration, um Vorgänge zu dramatisieren oder zu karikieren. Beispiele: „Prölls Partei piesackt Partner per Pisa-Prüfung“, „Schummel-Schumi“, „Roter Raser-Rambo“, „Baby-Beweis“, „Baby-Benz“, „Eis-Eltern“, „Hunger-Hund“, „Katzenkraft“, „Klum-Kugel“, „Schnitzel-Stefan“, „Suppen-Sylvie“, „Boxen-Blockade“, „Beach-Beauties“, „Klinsi-killt-King-Kahn“, „Tanga-Terror“ oder „Habecks Heizungs-Hammer“, „Klima-Kleber“, „Mistgabel-Mob“. In seiner zweiten Ausgabe des Jahres im Februar 2024 titelte das umstrittene rechtsextreme Nachrichtenmagazin Compact mit der Schlagzeile Bauern, Bonzen und Blockaden – Friede den Dörfern, Krieg den Palästen über die anhaltenden Demonstrationen von Landwirten mit Traktoren Anfang des Jahres, die sich gegen die Steuerpolitik der Bundesregierung richteten.
Alliterationen werden auch gerne in Werbeslogans eingesetzt. Beispiele: „Ausstieg mit Augenmaß“, „Bigger, Better, Burger King“, „Geiz ist geil“, „Kleidung clever kaufen bei Kik“, „Manner mag man eben“, „Milch macht müde Männer munter“, „Weil einfach einfach einfach ist“.
Sowohl die Zweitidentitäten vieler Superhelden (Clark Kent, Peter Parker, Bruce Banner usw.) als auch die Bewohner Entenhausens aus den Disney-Comics in der deutschen Fassung haben zum Großteil alliterative Namen. Beispiele: Donald Duck, Dagobert Duck, Chip und Chap – Die Ritter des Rechts, Micky Maus, Kater Karlo, Klaas Klever, die Drillinge Tick, Trick und Track, Daniel Düsentrieb. Auch Lucky Luke, die Titelfigur einer belgischen Comicserie, oder die vom schwedischen Kinderbuchautor George Johansson erdachte Figur Willy Werkel können hier genannt werden, ebenso Mega Man, die Titelfigur eines japanischen Videospiel-Franchise von Capcom.
Einige erfolgreiche und eingängige Popsongs wie Boys, Boys, Boys (Sabrina), Bye Bye Bye (*NSYNC), Gimme! Gimme! Gimme! (ABBA) oder Pop, pop, pop muzik (M) sind für ihre alliterativen Anteile bekannt. Und auch eine Vielzahl von Boy- und Girlgroups wie die Backstreet Boys, Beach Boys, Big Bang, Girls’ Generation, Morning Musume oder Take That tragen alliterative Namen.
Der italienische Süßwarenhersteller Ferrero brachte mit seinem Produkt Kinder-Überraschung, auch bekannt als „Überraschungsei“, verschiedene Serien von Sammelfiguren, deren Namen immer aus einer Alliteration gebildet wurden, auf den Markt. Beispiele: Teenie Tapsi Törtels, Happy Hippos, Crazy Crocos, Dapsy Dinos, Peppy Pingos, Drolly Dinos, Funny Fanten, Mega Mäuse.
Die Versionen der erfolgreichen Linux-Distribution Ubuntu haben Namen, die aus einem Adjektiv und einem Tiernamen bestehen, die jeweils mit dem gleichen Buchstaben beginnen. Beispiele: Warty Warthog, Hoary Hedgehog, Breezy Badger, Dapper Drake, Edgy Eft, Feisty Fawn, Gutsy Gibbon, Hardy Heron, Intrepid Ibex, Jaunty Jackalope, Karmic Koala, Lucid Lynx, Maverick Meerkat und Natty Narwhal.
Als alter Kinderreim ist folgende Alliteration bekannt: „Wir Wiener Wäscherweiber wollten weiße Wäsche waschen, wenn wir wüssten, wo weiches warmes Wasser wär“. Etliche Zungenbrecher beruhen ebenfalls auf Alliterationen (beispielsweise „Zwischen zwei Zwetschgenzweigen zwitschern zwei Zeisige. Zwei Zeisige zwitschern zwischen zwei Zwetschgenzweigen“).
Einige Fernsehsendungen wie Bauer sucht Frau oder Schwiegertochter gesucht nutzen Alliterationen extensiv, mit denen sie ihre Aufnahmen überbetonen oder ins Lächerliche ziehen: „Der zielstrebige Zeltaufbauer trotzt den wehenden Winden und manövriert jeden hellgrauen Hering in den belastbaren Boden.“ In der Moderation zur Filme-Reihe SchleFaZ nutzen Oliver Kalkofe und Peter Rütten viele Bezeichnungen und auch längere Sätze aus Alliterationen.
Beim Münster Monster Mastership handelte es sich um einen sportlichen Skateboard-Wettbewerb in den 1990er Jahren. 1996 veröffentlichte die amerikanische Metal-Band White Zombie das Remix-Album Supersexy Swingin’ Sounds. In der Kolumne Wiggers wundersame Welt schrieb der Musikjournalist Jan Wigger auf Spiegel Online über außergewöhnliche Geschichten in der Popmusik.
Der Journalist und Schriftsteller Kurt Tucholsky veröffentlichte unter anderem unter den Pseudonymen Theobald Tiger und Peter Panter.
Auch die Titel der ehemaligen Radiosendung Sanft & Sorgfältig sowie der Nachfolge-Podcast Fest & Flauschig sind Alliterationen, wohingegen der Podcast Alliteration Am Arsch diese wiederum ironisch und widersprüchlich adaptiert – während hier die realen Namen der beiden Moderatoren, Bastian Bielendorfer und Reinhard Remfort, ebenfalls Alliterationen sind.
1977 veröffentlichte der Kinderbuchautor Paul Maar das Buch Onkel Florians fliegender Flohmarkt.
Im Jahre 1995 moderierte die deutsche Punk-Rock-Band Die Toten Hosen die Radio-Sendung Tausend Takte Tanzmusik auf Radio Fritz.
Weitere Beispiele für Alliterationen:
- Analogue Audio Association
- Bad Boy Boogie (Song von AC/DC auf dem Album Let There Be Rock von 1977)
- Bim Bam Bino
- Chaos Computer Club
- Dalli Dalli
- Fab 5 Freddy
- Fantasy Filmfest
- Flitze Feuerzahn
- Fred Feuerstein
- Frisch, fromm, fröhlich, frei
- Fridays for Future
- Forum für Fachsprachen-Forschung
- Ku-Klux-Klan (KKK)
- Lafer! Lichter! Lecker!
- Lirum, larum Löffelstiel
- Manfred Mann
- Pelham Power Productions (3p)
- Pleiten, Pech und Pannen
- Radio Rock Revolution
- River Runs Red (Debütalbum von Life of Agony von 1993)
- Tic-Tac-Toe
- ttt – titel, thesen, temperamente
- Rowohlt Rotations Romane (RoRoRo), Taschenbuchreihe des Rowohlt Verlags
- World Wide Web

## Sonderformen

### Innerhalb eines Wortes
Bei Wörtern wie Wirrwarr, Schnickschnack, Mischmasch, Zickzack, Krimskrams, Singsang und anderen beginnen beide Silben mit demselben Buchstaben, genauer gesagt mit demselben Anlaut. Oft ist die ganze Silbe verdoppelt – außer dem Vokal. Im Deutschen folgt der Vokal der zweiten Silbe häufig der dritten Ablautreihe des Vokales der ersten Silbe. Darum nennt man diese Art von Wörtern alliterierend-ablautend. Manche dieser Wörter ahmen außerdem in ihrem Klang die Sache nach, die sie beschreiben, bzw. den Vorgang, den sie beschreiben (Lautmalerei/Onomatopoesie).

### Intensiva unter Verwendung des Bindeglieds-itze-
Sonderformen der Alliteration innerhalb eines Wortes sind die Bildungen unter Verwendung der Bindesilben -itze-, die zur Eigenschaftsverstärkung in der Regel bei Farben verwendet werden und üblicherweise in süd- und westdeutschen Sprachräumen in Mundartvariationen zu finden sind. Die ursprüngliche Ableitung ist in dem Wort Blitz zu vermuten, der erste bzw. die ersten beiden Buchstaben vom Anlaut des Adjektivs wird/werden im Wort vorgestellt und mit dem Bindeglied -itze- verbunden. Beispiele:
- blitzeblau
- gitzegelb (verbildlicht/vereinfacht wurde daraus: quittegelb)
- gritzegrau
- gritzegrün
- ritzerot

Jenseits dieser Intensiva auf Farben findet man entsprechende mundartliche Wortbildungen bei anderen Eigenschaftsworten, beispielsweise
- blitzeblank
- britzebreit
- klitzeklein

Blitzeblank ist hier als blitzend blank zu verstehen. Eine analoge Alliteration mit einem Substantiv (Anlaut + -itze- + Wort) ist der Hitzeblitz (aufbrausender Mensch), die reguläre Bildung wäre Blitzeblitz. Um die Wiederholung des ganzen Wortes zu vermeiden, wurde auf den Anlaut verzichtet, später auf „Hitze“ umgedeutet.